# Tefflus
Tefflus is een geslacht van kevers uit de familie van de loopkevers (Carabidae). De wetenschappelijke naam van het geslacht is voor het eerst geldig gepubliceerd in 1819 door Leach.

## Soorten
Het geslacht Tefflus omvat de volgende soorten:
- Tefflus angustipes Kolbe, 1903
- Tefflus brevicostatus Quedenfeldt, 1883
- Tefflus camerunus Kolbe, 1903
- Tefflus carinatus Klug, 1853
- Tefflus hamiltonii Bates, 1871
- Tefflus juvenilis Gerstaecker, 1871
- Tefflus kilimanus Kolbe, 1897
- Tefflus meyerlei (Fabricius, 1801)
- Tefflus muata Harold, 1878
- Tefflus purpureipennis Quedenfeldt, 1883
- Tefflus raffrayi Chaudoir, 1874
- Tefflus tenuicollis Fairmaire, 1894
- Tefflus viridanus Kolbe, 1897
- Tefflus zanzibaricus Kolbe, 1886
- Tefflus zebulianus Raffray, 1882